# Karen Demirchjanmuseet
Karen Demirchjanmuseet är ett personmuseum i Jerevan i Armenien, som är tillägnat politikern Karen Demirchjan (1932–1999).

## Bildgalleri

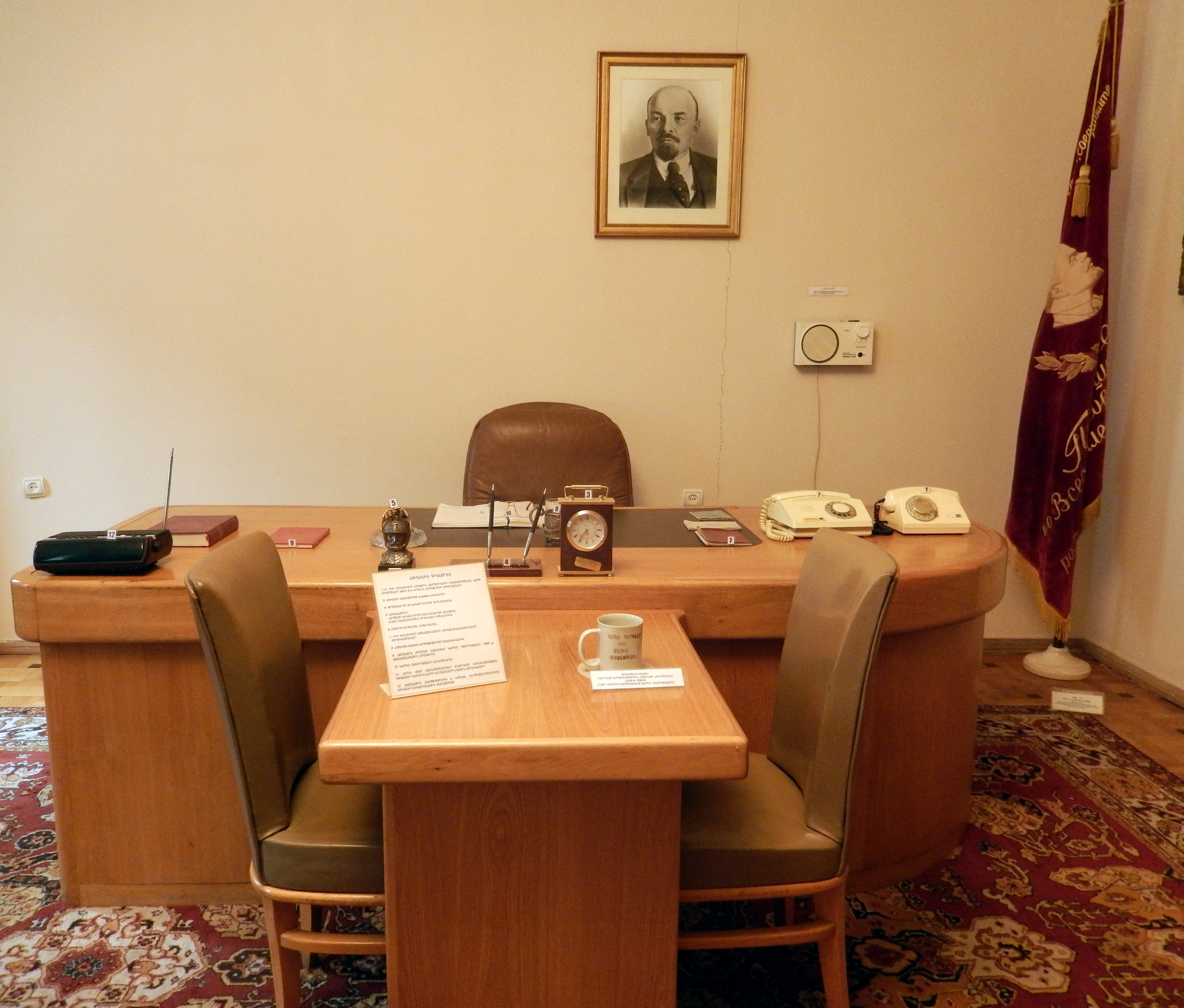
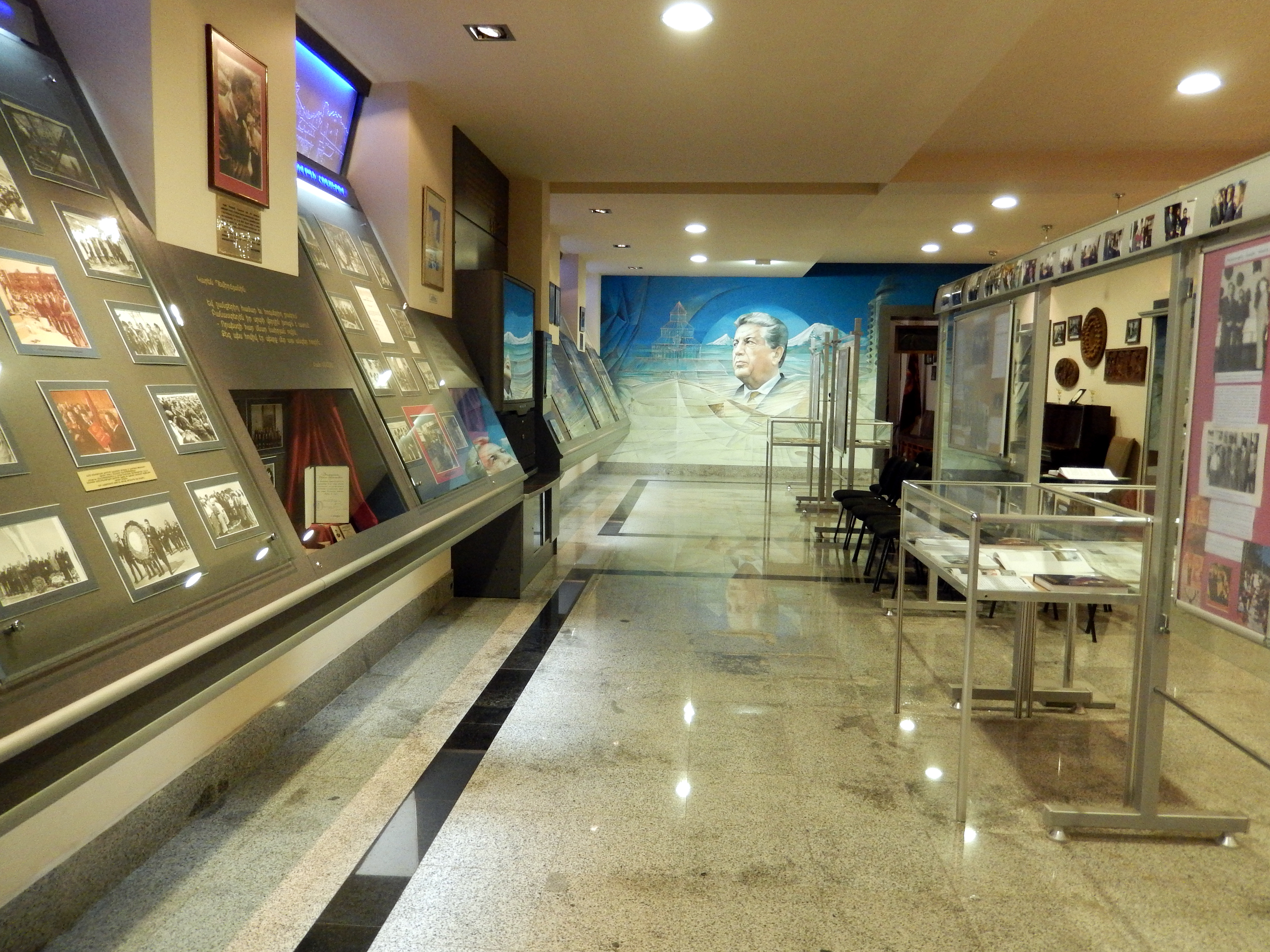
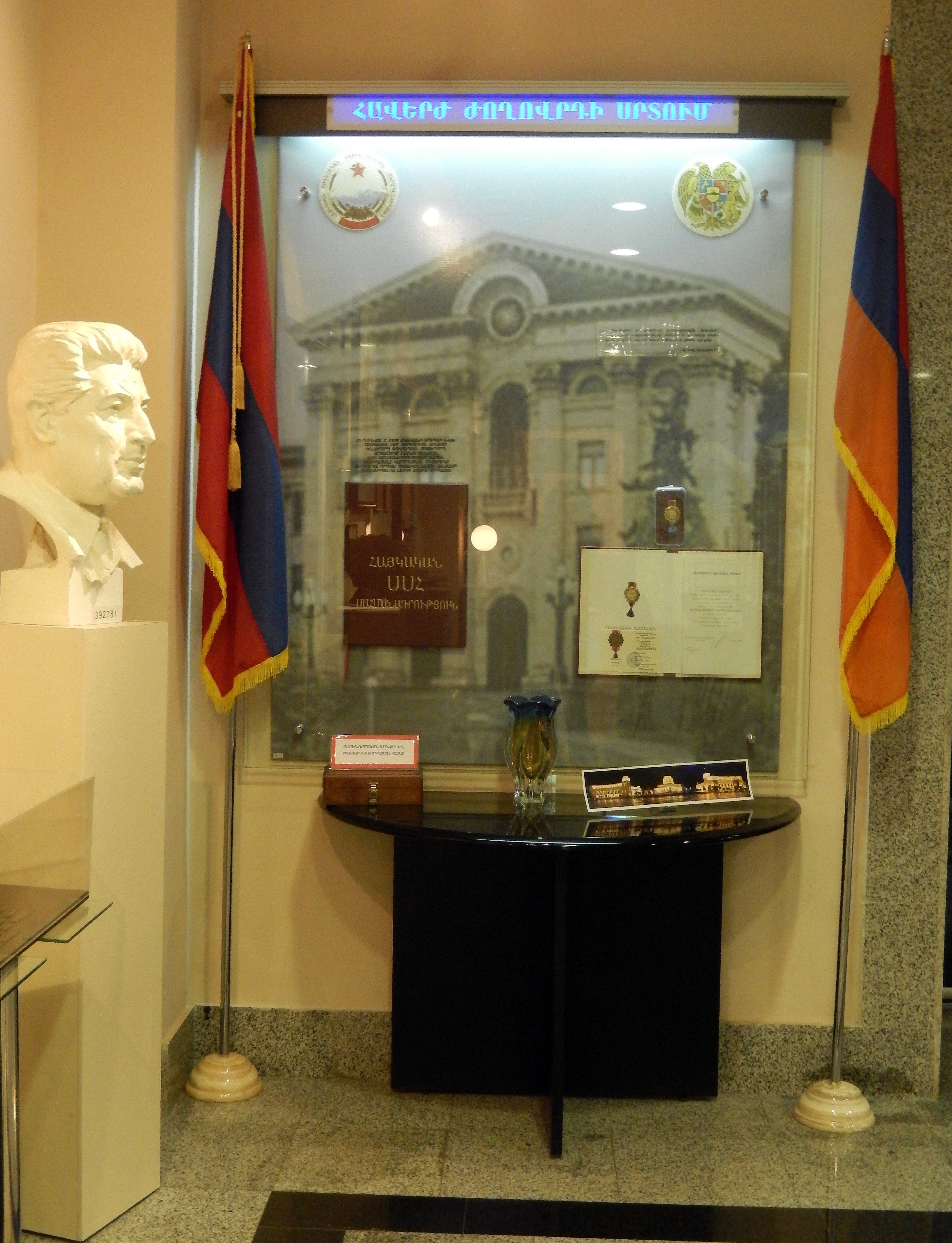